# Gwidekijn van Sassen
Gwidekijn van Sassen is een Middelnederlandse Karelroman, die slechts in één enkel fragment overgeleverd is. Deze roman verhaalt over de oorlog tussen Karel de Grote en Gwidekijn (of Wittekind), de koning van de Saksen.

## Overlevering
De oorspronkelijke roman heeft naar schatting vijfduizend verzen bevat, waarvan er slechts 198 overgeleverd zijn. 
Het fragment werd door Jan Hendrik Bormans losgemaakt uit een uitgave van de Quaestiones in IV libros sententiarum, toegeschreven aan de dertiende-eeuwse franciscaanse theoloog Alexander van Hales. De twee halve bladen perkament werden er gebruikt als dekbladen. Bormans gaf het fragment uit in 1848. Door bemiddeling van Jacob Verdam werd het fragment aan de Universiteitsbibliotheek van Amsterdam geschonken, waar het vandaag nog steeds wordt bewaard.
Het fragment is geschreven in een littera textualis uit het midden van de veertiende eeuw. Verder bestaat de opmaak uit twee kolommen van vijftig regels waarvan de eerste letter van de kolom zwaarder uitgevoerd is. Net als vele andere Karelhandschriften is het fragment in Vlaanderen vervaardigd, wellicht in Oost-Vlaanderen.

## Korte inhoud
Er wordt aangenomen dat het fragment volgt op een episode waarin verhaald wordt over de belegering van de Saksische stad Sassin door de Franken. Waarschijnlijk wordt in de verloren gegane episode verteld hoe de Saksen hun bevelhebber, Fledric, verliezen tijdens een nachtelijk gevecht.
Hier vangt het fragment aan. De Saksen vluchten hun geboortestad binnen en zien de vermoorde stedelingen in de stadsgrachten liggen. We komen niet te weten wie er precies om het leven is gekomen. Aan het eind van het fragment willen de Saksen hun koning Gwidekijn, die zich in de stad Bacham bevindt, berichten over de dood van zijn broer Fledric. 
Het leger van de Franken staat onder leiding van Karel de Grote. Aan zijn zijde vechten bekende ridderfiguren als Roelant, Fransoys, Olyvier en de zonen van Gheraert van Viane. 

## Historiek van het onderzoek
Men neemt aan dat de Middelnederlandse Karelroman is ontstaan in de dertiende eeuw. Over de auteur is niets bekend. Ook is het niet duidelijk of het verhaal al dan niet een bewerking is van een Oudfrans chanson de geste.
De Middelnederlandse tekst dankt zijn naam aan de vermelding van koning Gwidekijn in een van de laatste verzen van het fragment. Gwidekijn is waarschijnlijk te identificeren met Guiteclin, koning van de Saksen in het Oudfranse Chanson des Saisnes. Dit chanson de geste werd geschreven door Jean Bodel van Atrecht aan het eind van de twaalfde eeuw. Het verhaalt over de oorlog tussen Karel de Grote en Guiteclin, een personage dat gebaseerd is op de historische persoon Wittekind.
In de negentiende eeuw heeft men wel verondersteld dat de Middelnederlandse roman een vertaling was van de oudste bewerking van Bodels gedicht. Deze bewerking is niet bewaard gebleven in het Oudfrans maar we kennen ze wel uit de Oudnoorse Karlamagnús-Saga, een verzameling Karelromans uit de dertiende eeuw. In deze bewerking zijn Olyvier en Roelant nog steeds in leven, zoals in het Middelnederlandse fragment. Dat is niet het geval in het Chanson des Saisnes van Bodel, dat zich afspeelt na de slag bij Roncevaux waar Roelant en Olyvier om het leven kwamen.
In recenter onderzoek neemt men aan dat Gwidekijn van Sassen een originele Middelnederlandse ridderroman is. Dat er in de Karlamagnús-Saga noch over de steden Bacham en Sassine, noch over Fransoys en Fledric gesproken wordt, bevestigt deze opvatting. Bovendien komt de Middelnederlandse episode niet voor in de Karlamagnús-Saga.

### Primaire bronnen
J.H. Bormans, ‘Wittekind van Sassen. Fragment d’un ancien roman de cycle de Charlemagne’, Compte rendu des séances de la Commission royale d’histoire, ou: Recueil de ses bulletins 14 (1848), 253-279.
G. Kalff, Middelnederlandsche epische fragmenten, met aanteekeningen. Groningen, 1885, 159-167. (ongewijzigde herdruk Arnhem, 1968).

### Secundaire bronnen
H. Kienhorst, De handschriften van de Middelnederlandse ridderepiek: een codicologische beschrijving. Deel I. Deventer, 1988, 68-69.
B. van der Have, 'De Middelnederlandse Karelepiek: de fragmenten en het geheel', In: Bart Besamusca & Jaap Tigelaar (red.), Karolus Rex: studies over de middeleeuwse verhaaltraditie rond Karel de Grote. Hilversum, 2005, 78-79 en 86-89.
B. Besamusca, 'Unidentifizierte mittelniederländische Karlsepen. Die Idée fixe der mittelniederländischen Literatur als Übersetzungsliteratur'. In: Hans-Joachim Ziegeler, Chanson de geste im europäischen Kontext. Göttingen, 2008, 26-35.